# Euphlyctis hexadactylus
Euphlyctis hexadactylus es una especie de anfibio anuro de la familia Dicroglossidae. Se encuentra en la India  y Sri Lanka.  